# Marco Aurélio Escauro
Marco Aurélio Escauro (em latim: Marcus Aurelius Scaurus) foi um político da gente Aurélia da República Romana designado cônsul sufecto em 108 a.C. com Sérvio Sulpício Galba depois que Lúcio Hortênsio foi processado e não pôde assumir a função. Ele é incorretamente chamado de Marco Emílio Escauro por muitos historiadores.

## Carreira

Trajeto dos cimbros e teutônicos em território romano, indicando o lugar da Batalha de Aráusio, na qual Escauro foi derrotado e capturado.

Foi triúnviro monetalis em 118 a.C., questor no seguinte e pretor antes de 111 a.C.. Depois de sua nomeação, em 108 a.C., nada se sabe sobre seu mandato. Em 105 a.C., foi legado de Cneu Málio Máximo na Gália Transalpina durante a Guerra Címbrica. Ele recebeu ordens de construir um acampamento para a cavalaria a cerca de 30 milhas do acampamento consular. A Batalha de Aráusio foi iniciada quando cimbros e teutônicos invadiram este acampamento, que foi incapaz de resistir ao massivo ataque. Os romanos foram completamente derrotados e Escauro foi capturado e levado até  Boiorix, um líder cimbro. Apesar da captura, Escauro se manteve altivo e advertiu Boiorix para que ele retornasse antes que ele e seu povo fossem destruídos pelas forças romanas. O rei cimbro ficou indignado com esta arrogância e ordenou que Escauro fosse executado por cozimento vivo numa jaula de vime. Apesar do terrível sofrimento, Escauro comportou-se com impecável dignidade, sem chorar e nem implorar.
Ele é chamado incorretamente de "cônsul" por Veleio Patérculo e não de consular ("consularis"), uma referência ao seu status por já ter sido cônsul antes.